# Оддусуддан (підрозділ окружного секретаріату)
Підрозділ окружного секретаріату Оддусуддан — підрозділ окружного секретаріату округу Муллайтіву, Північна провінція, Шрі-Ланка. Складається з 27 Грама Ніладхарі.